# PPF Group
PPF Group N.V. – spółka inwestycyjna, która rozpoczęła działalność w 1991 roku.
Prowadzi działalność w dziedzinie usług finansowych, telekomunikacji, biotechnologii, nieruchomości i inżynierii mechanicznej.
Założycielem i większościowym udziałowcem PPF Group był Petr Kellner (ur. 1964, zm. 2021).
Po jego śmierci, akcje i zarządzanie grupą przejęła Renáta Kellnerová wraz z rodziną.